# The Human Sexipede
The Human Sexipede (полное название The Human Sexipede (First Sequence: A Porn Parody) — американский порнографический фильм ужасов режиссёра Ли Роя Майерса, выпущенный в 2010 году студией Tom Byron Pictures. Является пародией на фильм 2009 года «Человеческая многоножка».

## Сюжет
В пародии на «Человеческую многоножку» доктор Хейтер похищает двух молодых американских девушек, Линдси и Дженни, и азиата Кацуро, которые не могут достичь сексуального удовлетворения в своей обычной повседневной жизни. Он предлагает им идею — соединить их рты с гениталиями, формируя «человеческую многоножку», чтобы они могли непрерывно удовлетворять друг друга с помощью орального секса и таким образом достигнуть сексуального удовлетворения.

### Трейлер
Трейлер The Human Sexipede получил освещение не только в СМИ для взрослых, но и в мейнстримных интернет-изданиях. Интернет-сайт Best Week Ever описал трейлер как «достаточно весёлый и хорошо снятый».

## Критика
Adult DVD Talk назвал фильм «довольно приличной пародией» и дал оценку 3,5 из 5 баллов. 
Финский интернет-портал Elitisti назвал фильм «мейнстримной порнографией», раскритиковал сценарий и подбор актёров; оценка фильма — 2 из 5 баллов.